# Cabomba

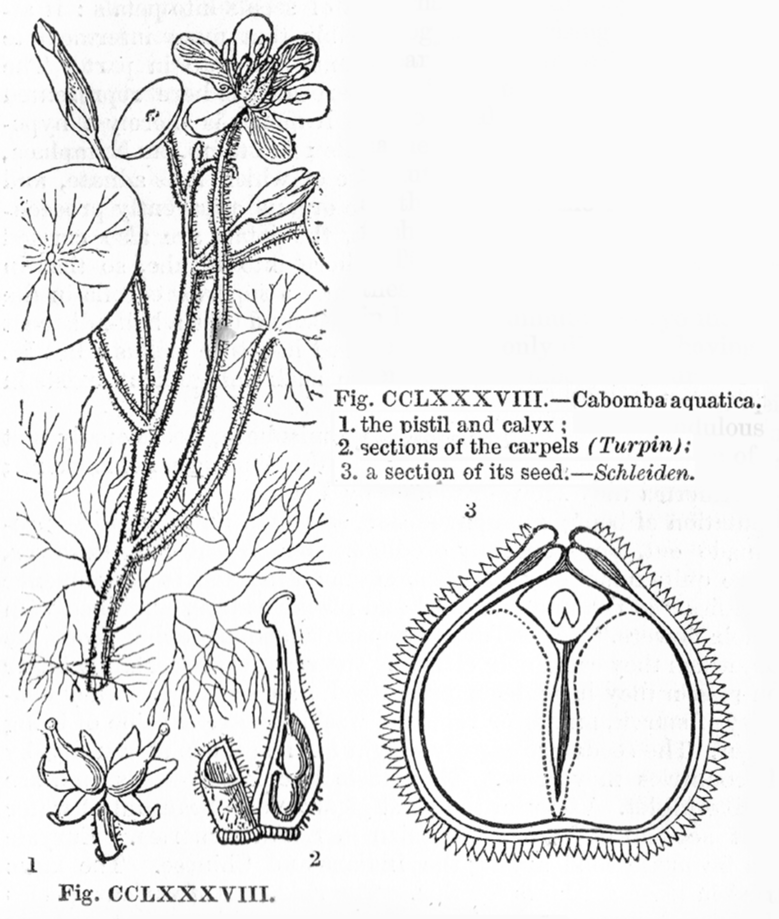
Cabomba aquatica (ilustração de Lindley, 1853).

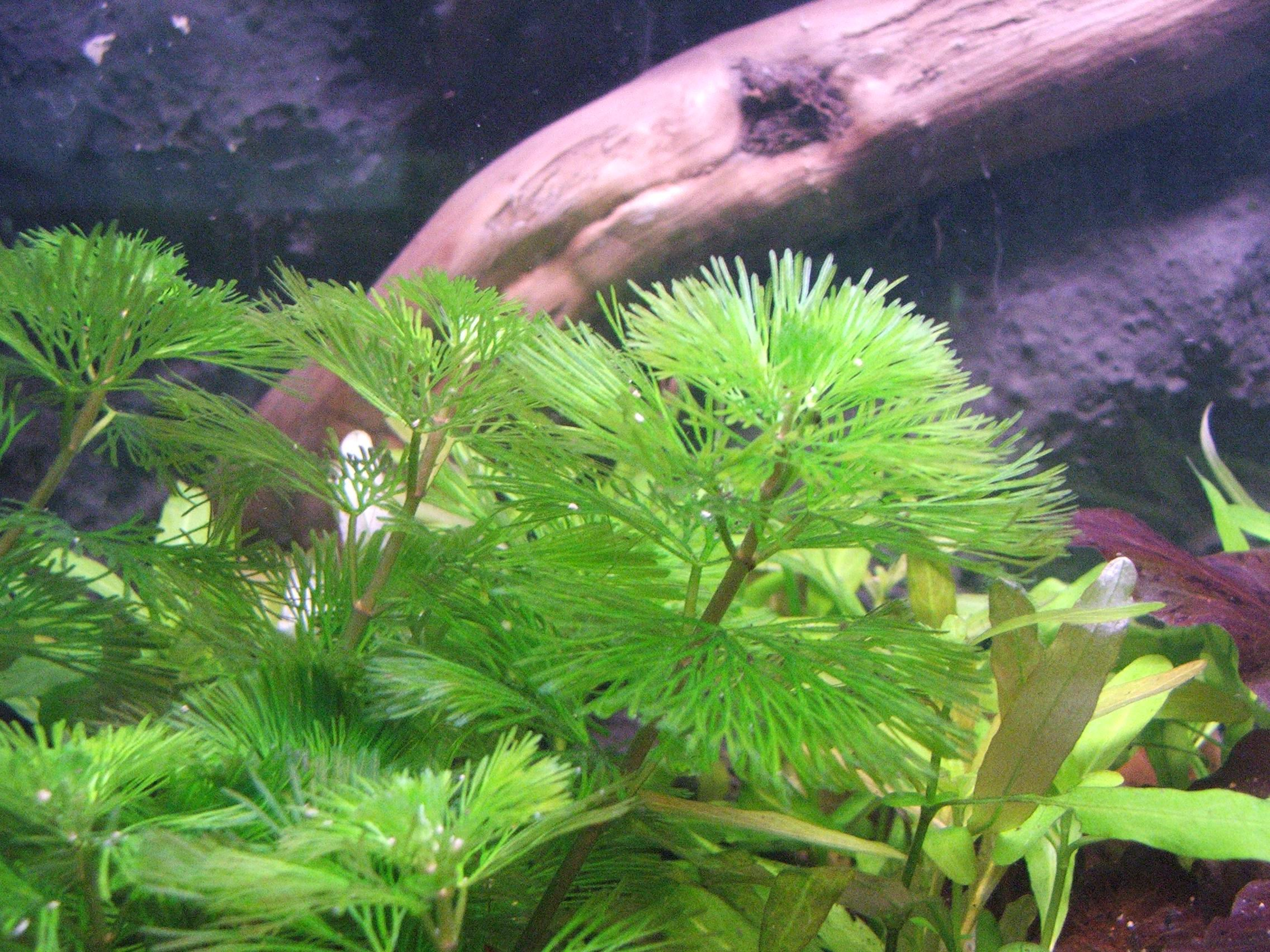
Cabomba aquatica (folhagem submersa).

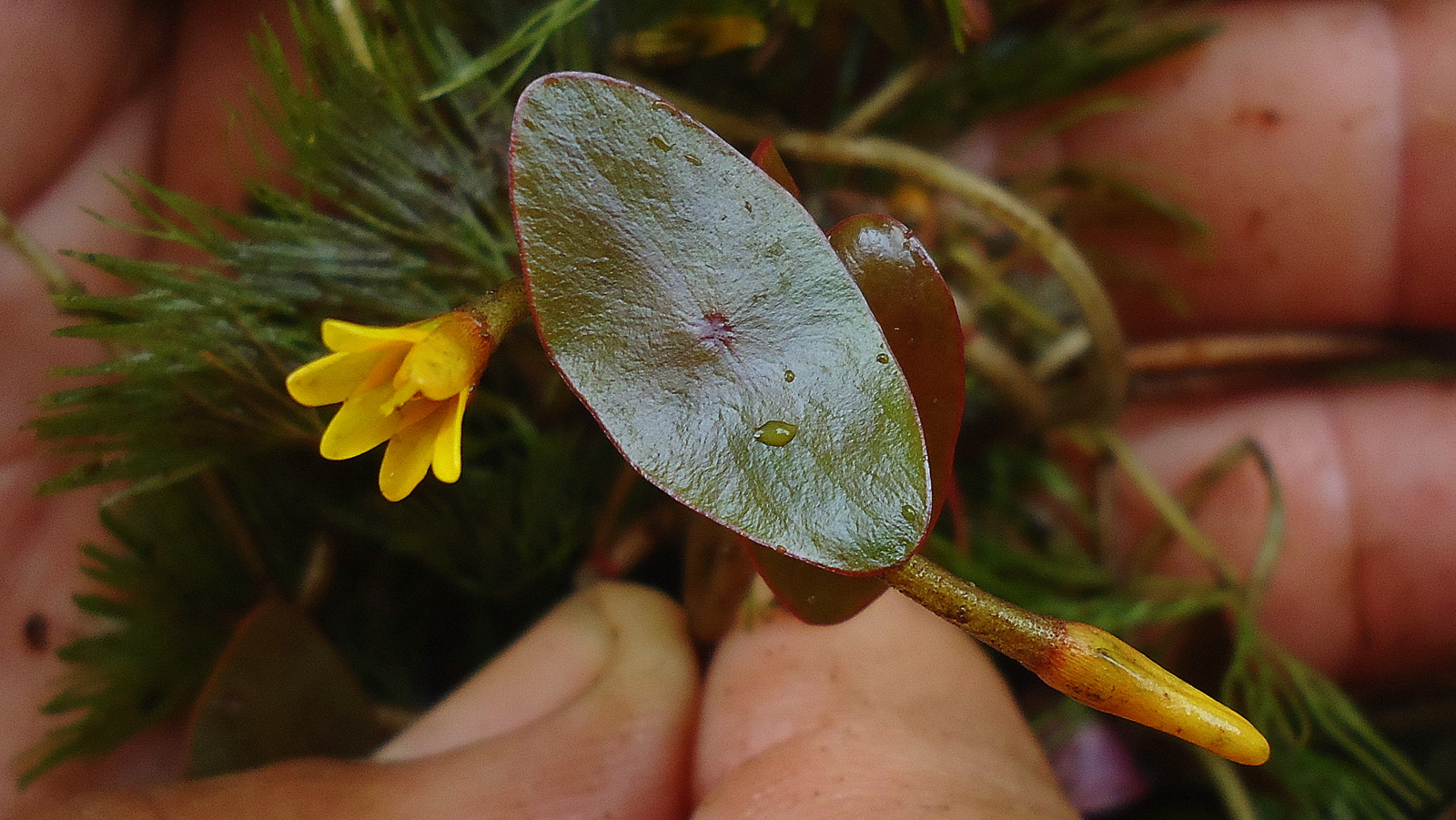
Cabomba aquatica

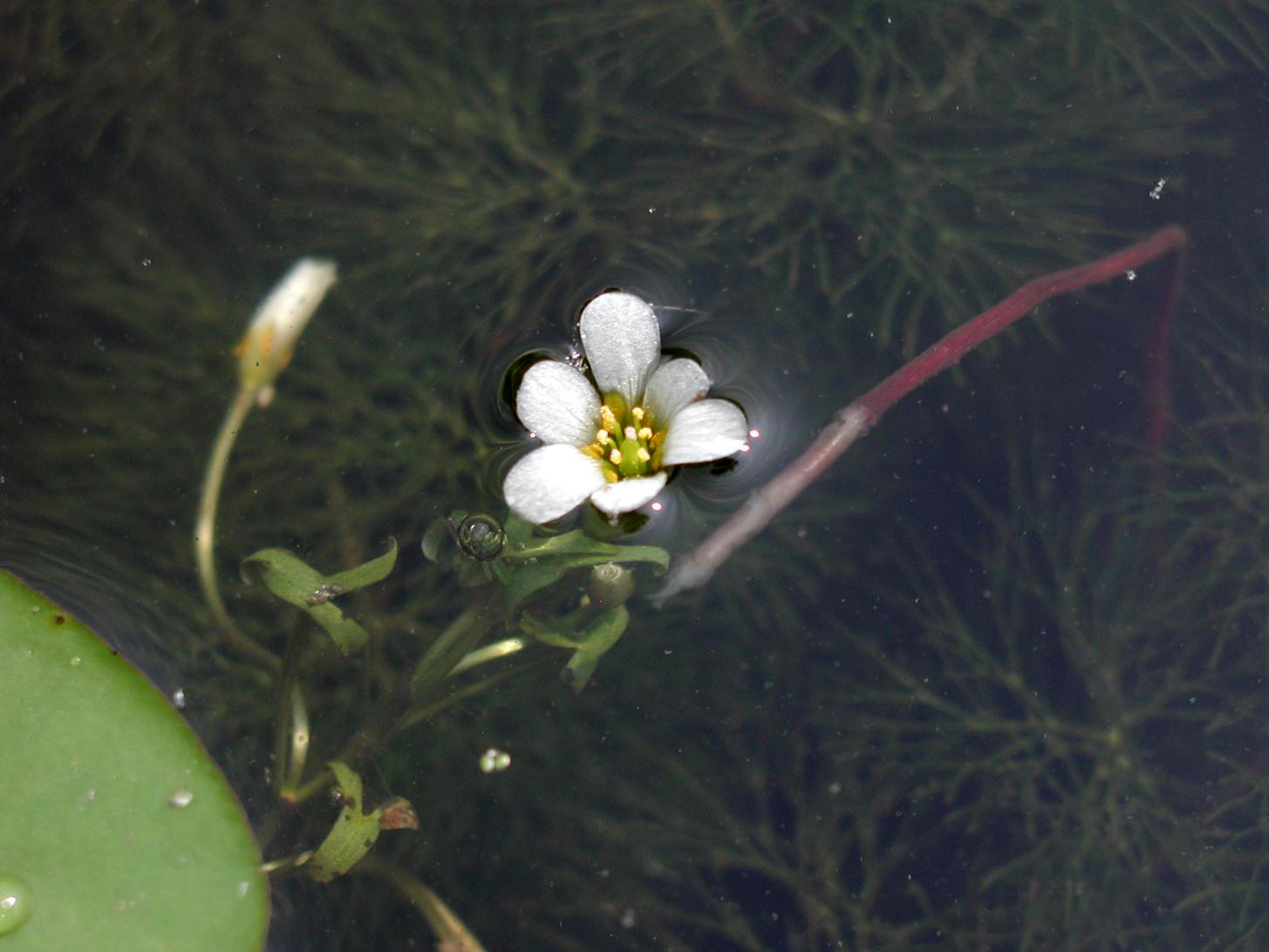
Cabomba caroliniana

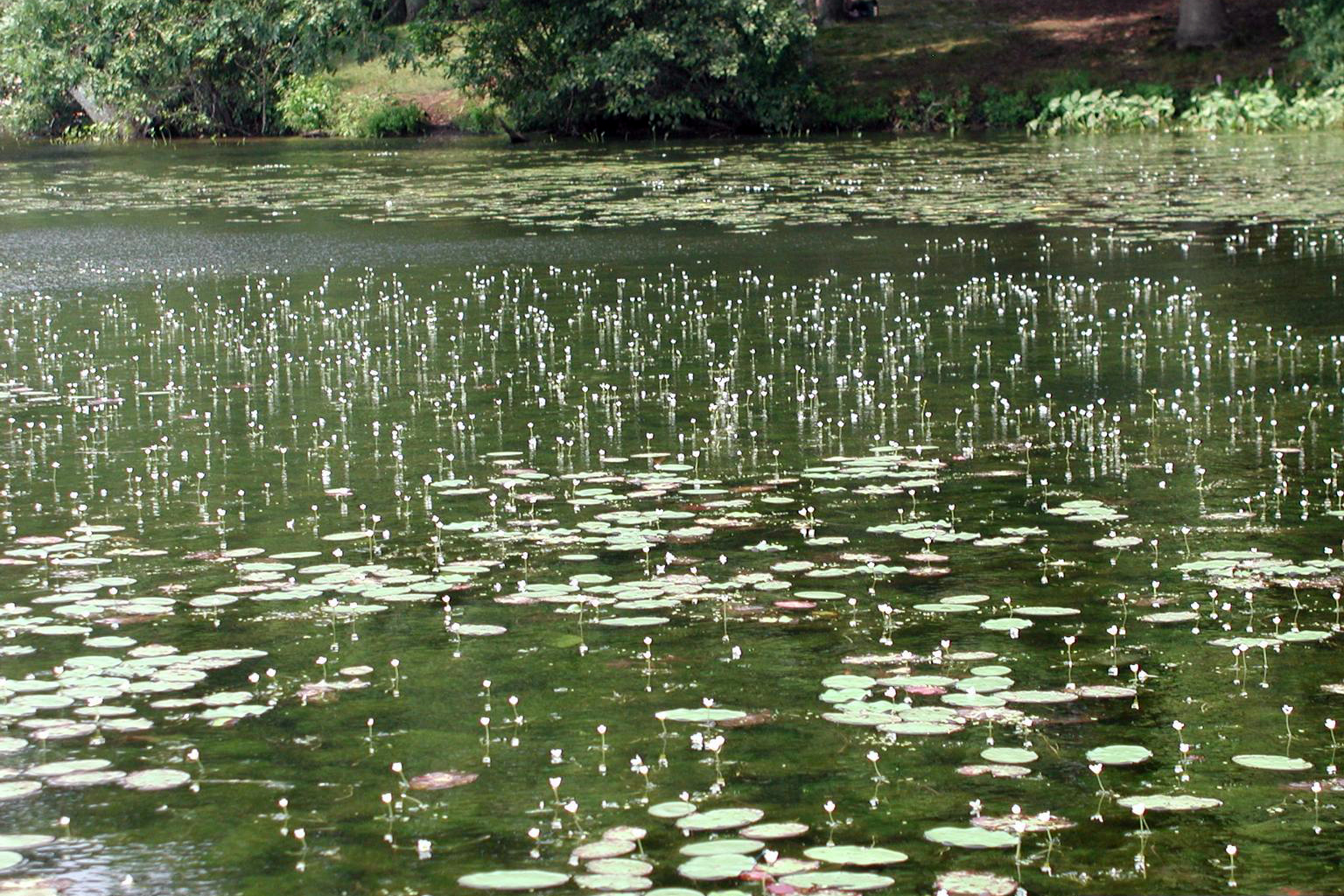
Cabomba caroliniana (a infestar uma lagoa).

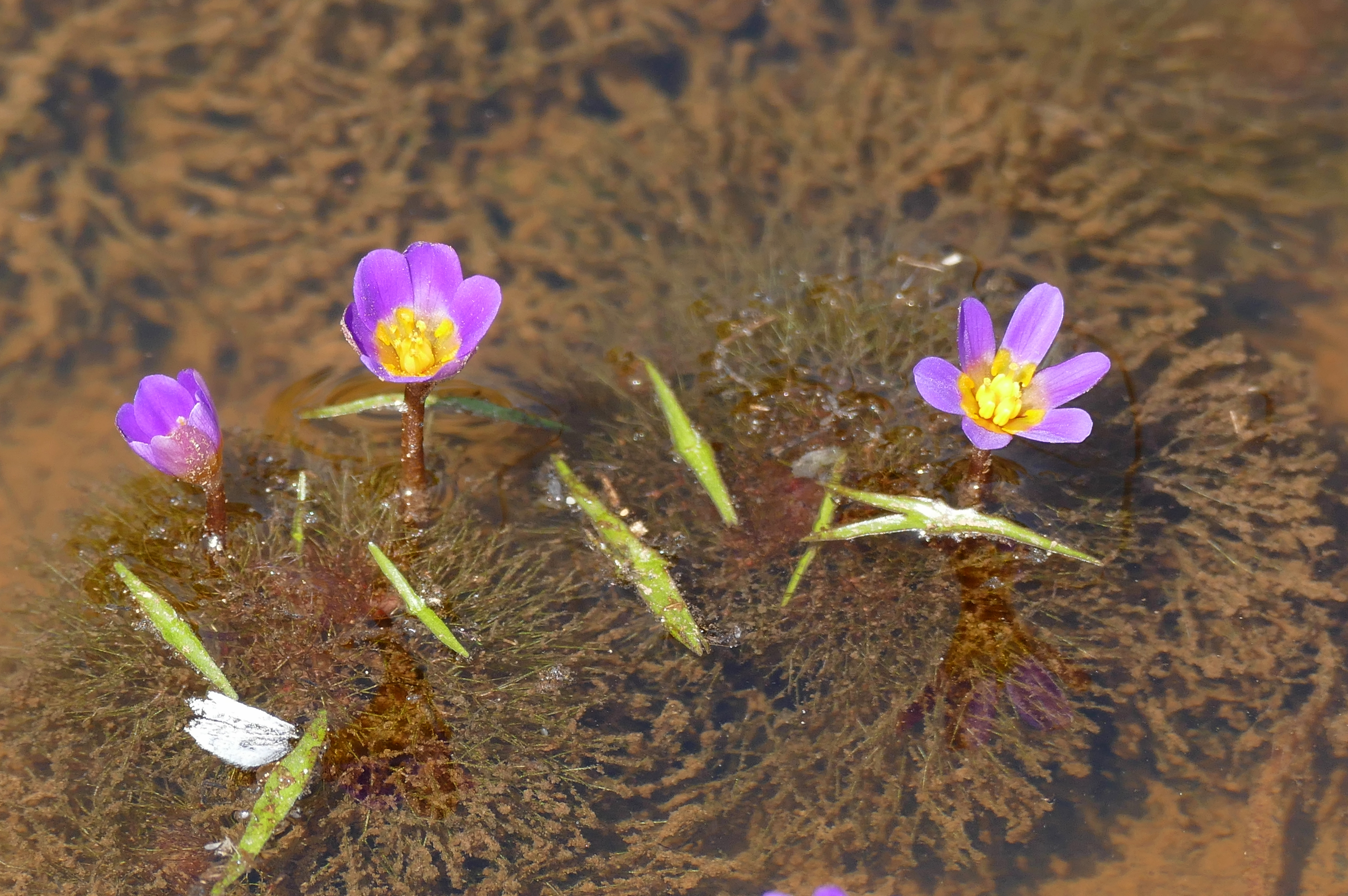
Cabomba furcata.

Cabomba é um género de plantas aquáticas pertencente à família Cabombaceae. Algumas espécies são utilizadas em aquariofilia, podendo ser espécies invasoras em ecossistemas lênticos das regiões tropicais e subtropicais.

## Descrição
Por apresentarem as folhas submersas divididas em forma de leque (daí o nome comum erva-leque), estas espécies são muito apreciadas pelos aquariofilistas como plantas ornamentais e oxigenantes para os tanques de peixes. Uma espécie, a Cabomba caroliniana, é uma erva daninha declarada a nível nacional na Austrália, onde tem obstruído cursos de água após ter escapado de aquários.

### Morfologia
As espécies do género Cabomba são, na sua maioria, plantas herbáceas delgadas, com rizomas, que crescem abaixo do nível da água enraizadas na vasa. As partes vegetativas jovens da planta têm frequentemente tricomas cor de ferrugem. As folhas podem ser monoestriadas ou polimórficas. As folhas submersas são opostas ou espiraladas e de caule longo, a lâmina foliar divide-se em cinco a nove segmentos tricotómicos ou dicotómicos ramificados, sendo a última subdivisão mais ou menos linear. Se existirem folhas flutuantes, estas são alternas, bifurcadas, com uma lâmina foliar em forma de escudo e linear-elíptica a ovada. Os pecíolos são longos a curtos.
As flores são solitárias, axilares, em longos pedúnculos florais que flutuam à superfície da água, pelo menos no final do período de floração. As flores hermafroditas são espiraladas e tridentadas. As três pétalas da sépala e as três pétalas da corola são ligeiramente cónicas na base e de cor branca a amarela ou púrpura. As pétalas são pinadas e possuem aurículas portadoras de néctar. Os três a seis estames têm filamentos delgados, com as anteras a sobressaírem para além da corola. 
O perianto da Cabomba é trímero (com membros em cada verticilo em grupos de três) ou dímero (em grupos de dois) com pétalas brancas, de forma oval, e tem geralmente cerca de 2,0 cm de diâmetro quando totalmente desenvolvido.
As pétalas são diferentes das sépalas na medida em que as primeiras têm dois nectários amarelos em forma de orelha na base. As pétalas podem também ter bordos arroxeados.
Os um a quatro carpelos superiores são livres, cada um contendo geralmente três (um a cinco) óvulos pendentes. Os estiletes, raramente um, mas geralmente dois a quatro, são livres, mais longos do que os estigmas em forma de cabeça. A polinização é feita por insectos (entomofilia).
As flores são protogínicas, tendo estruturas sexuais primariamente femininas no primeiro dia de aparecimento e depois mudando para masculinas no segundo dia e nos dias subsequentes. As flores emergem e são concebidas para serem polinizadas acima da linha de água. Os principais polinizadores são as moscas e outros pequenos insectos voadores.
Quando maduros, os carpelos separam-se. Em cada fruto alongado em forma de pera, desenvolvem-se geralmente três sementes. A semente, mais ou menos em forma de ovo, tem uma superfície com pequenas saliências e contém um pequeno embrião rodeado por uma fina camada de endosperma e abundante perisperma. Os dois cotilédones são carnudos.

### Usos e potencial invasor
Algumas espécies do género Cabomba são frequentemente usadas em aquariofilia, como uma planta aquática com folhas atractivas e de crescimento rápido (até 2,5 cm por dia). A cabomba-verde (Cabomba caroliniana) é a mais comum e a mais fácil de cultivar no aquário. Em contrapartida, a cabomba-vermelha (Cabomba furcata) é considerada uma das plantas mais difíceis de cuidar no aquário.
A utilização no comércio de aquários levou a que algumas espécies fossem introduzidas noutras partes do mundo, como a Austrália, onde a espécie Cabomba caroliniana é declarada nacionalmente como espécie invasora. Tendo chegado em 1967, espalhou-se rapidamente pelos cursos de água e ultrapassou as plantas nativas, ameaçando o abastecimento de água, especialmente ao longo do lado oriental do continente.

## Sistemática e distribuição
O género Cabomba foi publicado em 1775 por Jean Baptiste Christophe Fusée Aublet em Hist. Pl. Guiane, página 321. O nome Cabomba provavelmente remonta a um nome guianense. As espécies de Cabomba são comuns no Neotropis.
Estão descritas as seguintes espécies:
- Cabomba aquatica Aubl. (erva-leque): comum na América do Sul (Colômbia, Brasil, Guiana, Venezuela, Suriname e Guiana Francesa).[2]
- Cabomba caroliniana A. Gray (cabomba-verde): com duas variedades:
  - Cabomba caroliniana var. caroliniana (sin.: Cabomba caroliniana var. pulcherrima R.M.Harper): ocorre no leste do Canadá, leste e centro dos Estados Unidos, Brasil, Argentina, Paraguai e Uruguai.[2]
  - Cabomba caroliniana var. flavida Ørgaard: ocorre no Brasil, Argentina e Paraguai.[2]
- Cabomba furcata Schult. & Schult.f. (cabomba-vermelha): ocorre na Colômbia, Equador, Brasil, Bolívia, Peru, Venezuela, Suriname, Guiana, Guiana Francesa, Costa Rica, Cuba, Trindade e Tobago.[2]
- Cabomba haynesii Wiersema: ocorre em El Salvador, Honduras, Nicarágua, Panamá, Cuba, Jamaica, Porto Rico, República Dominicana, Venezuela, Brasil, Colômbia e Equador.[2]
- Cabomba palaeformis Fassett: ocorre no México e daí através de Belize e Guatemala até à Nicarágua.[2] Na Flórida é um neófito.[2]

## Galeria

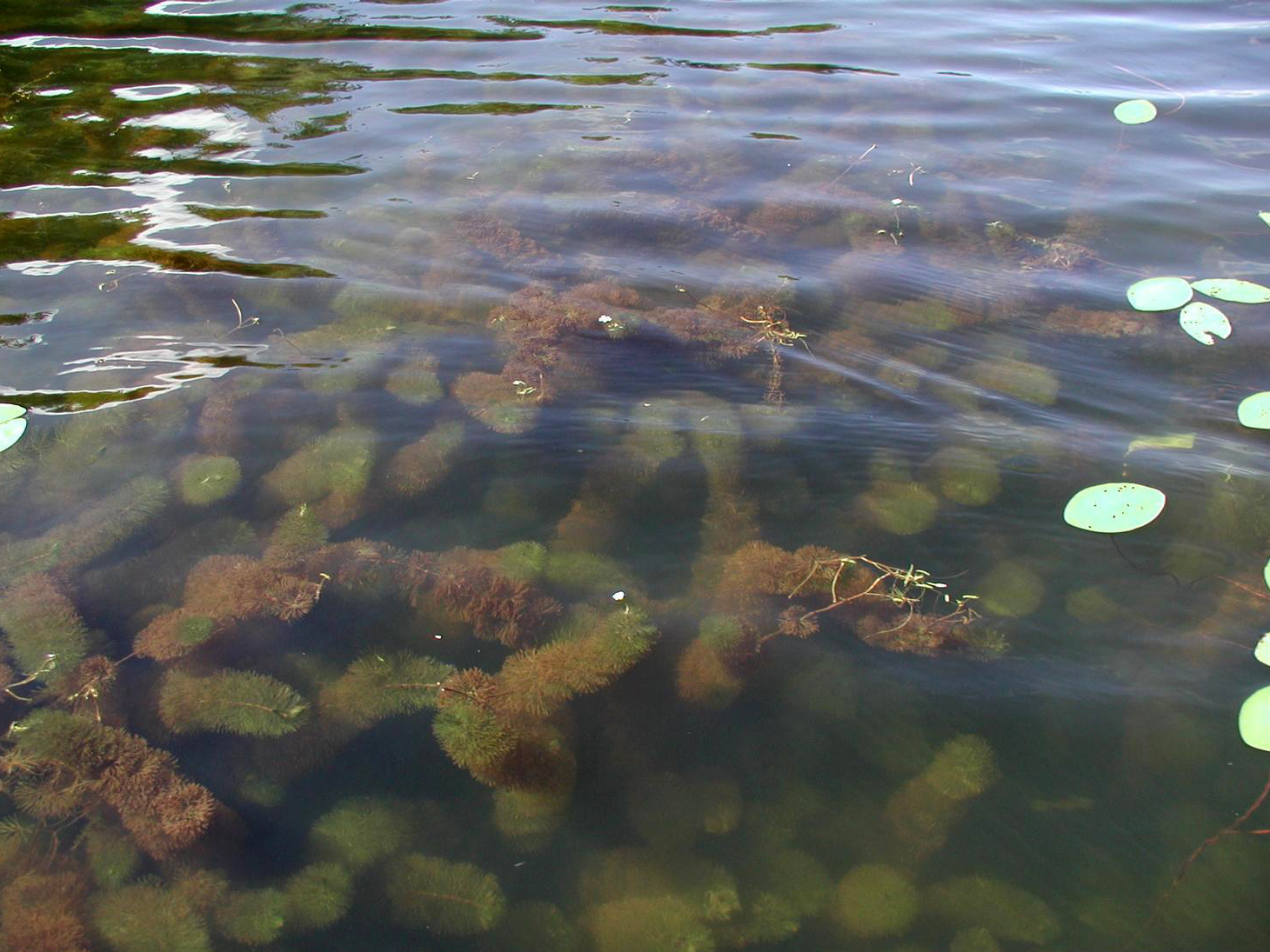
Espécimes verdes e castanho-avermelhados
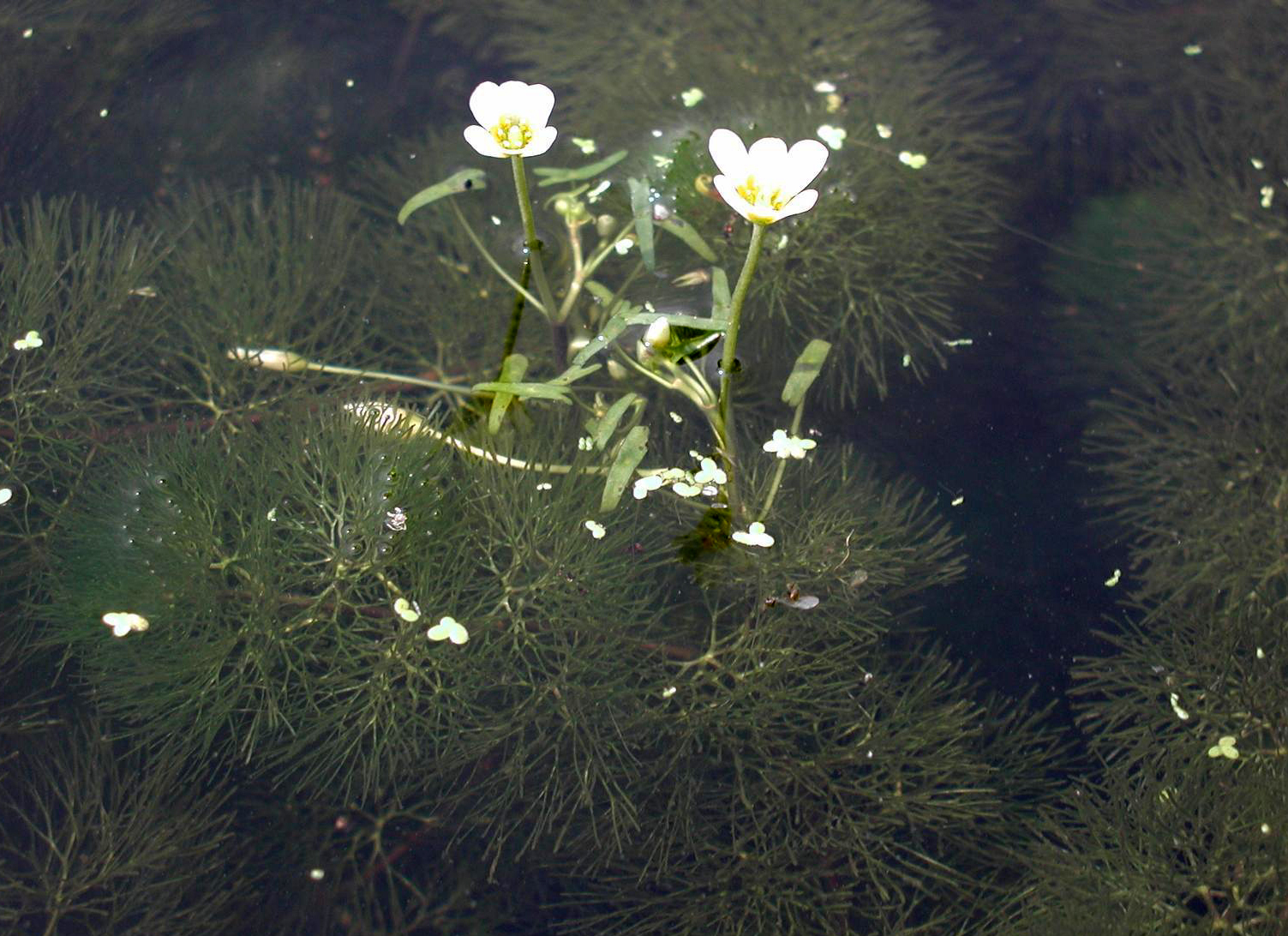
Folhas flutuantes com flores
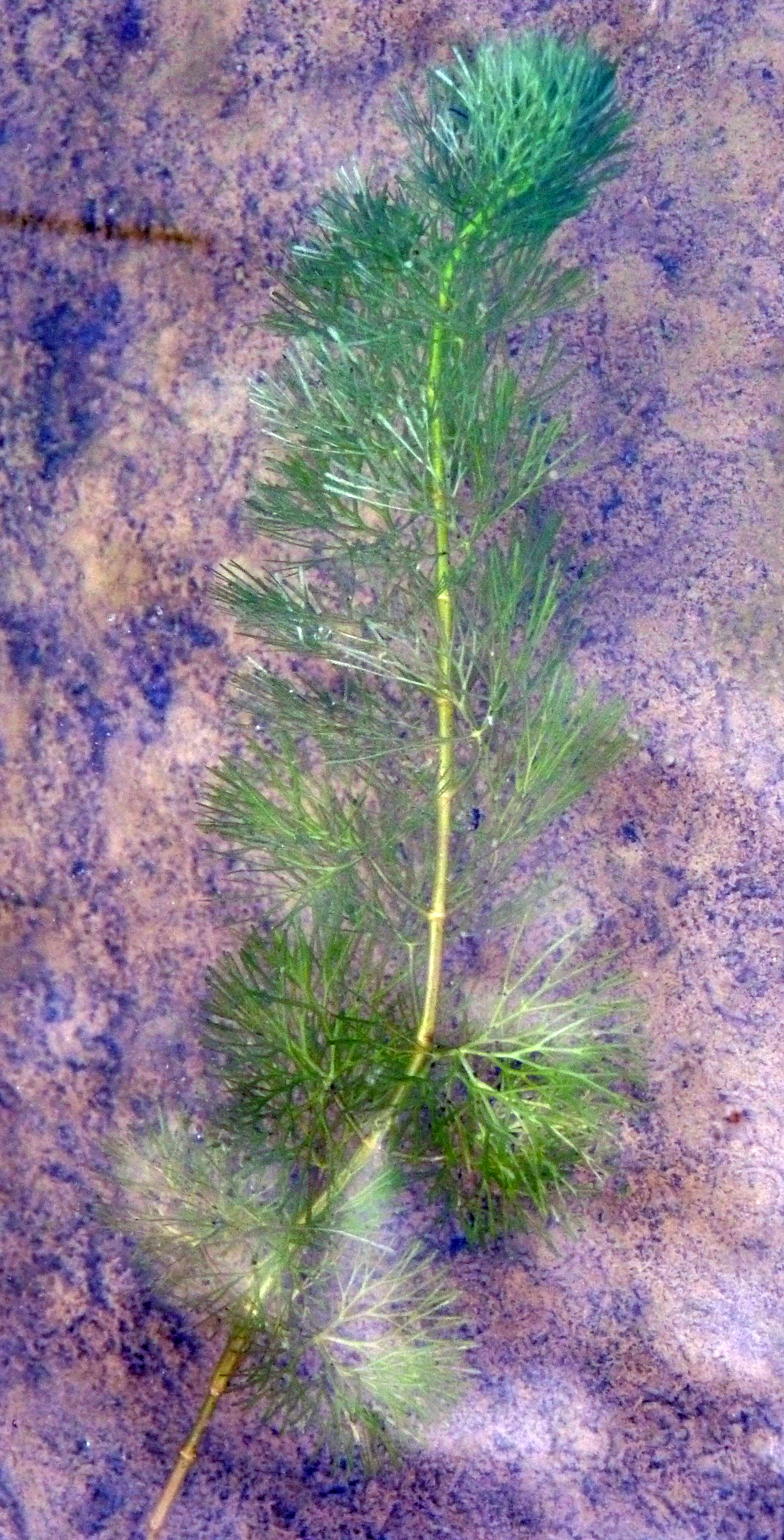
Folhas submersas finamente divididas
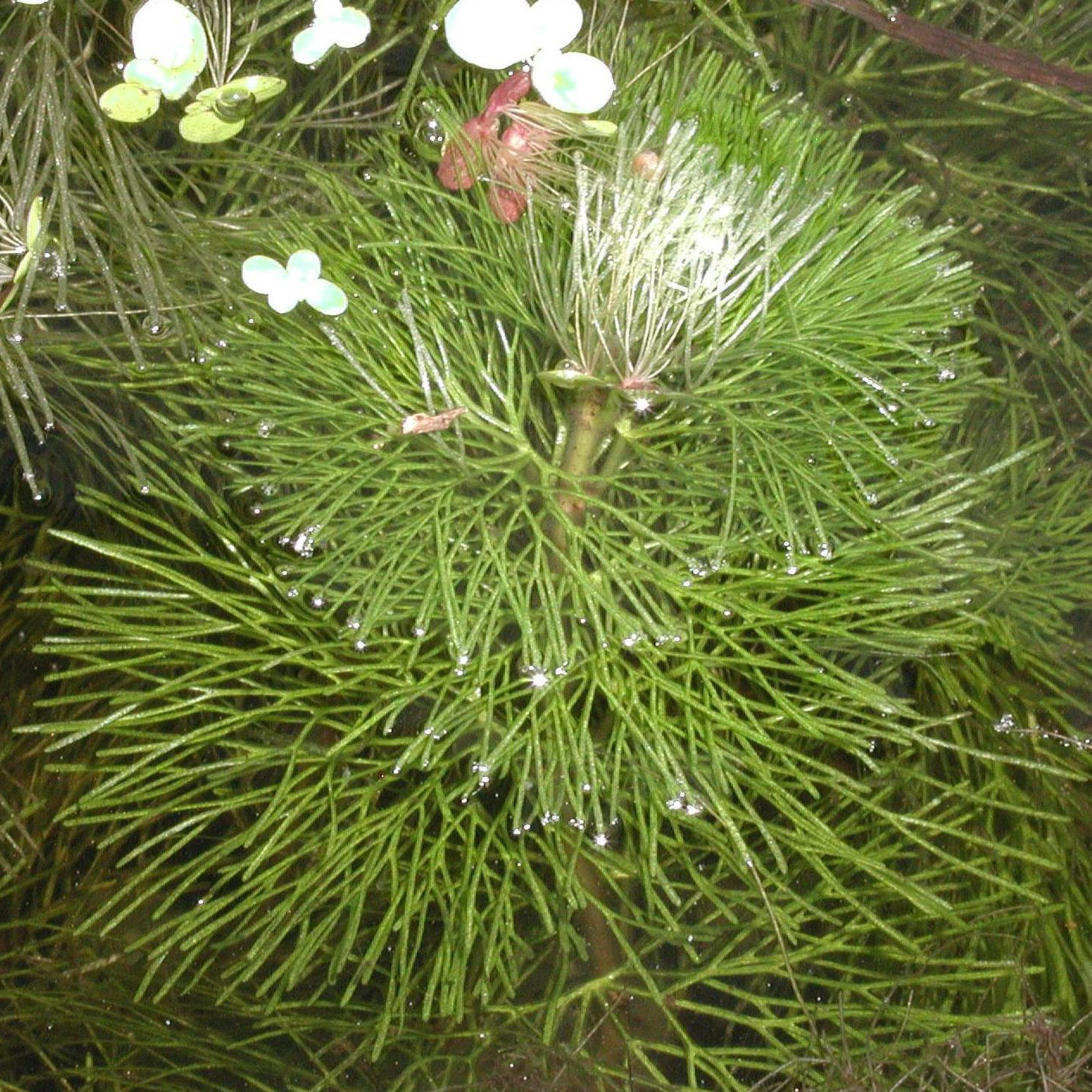
Folhas submersas salientes acima da superfície
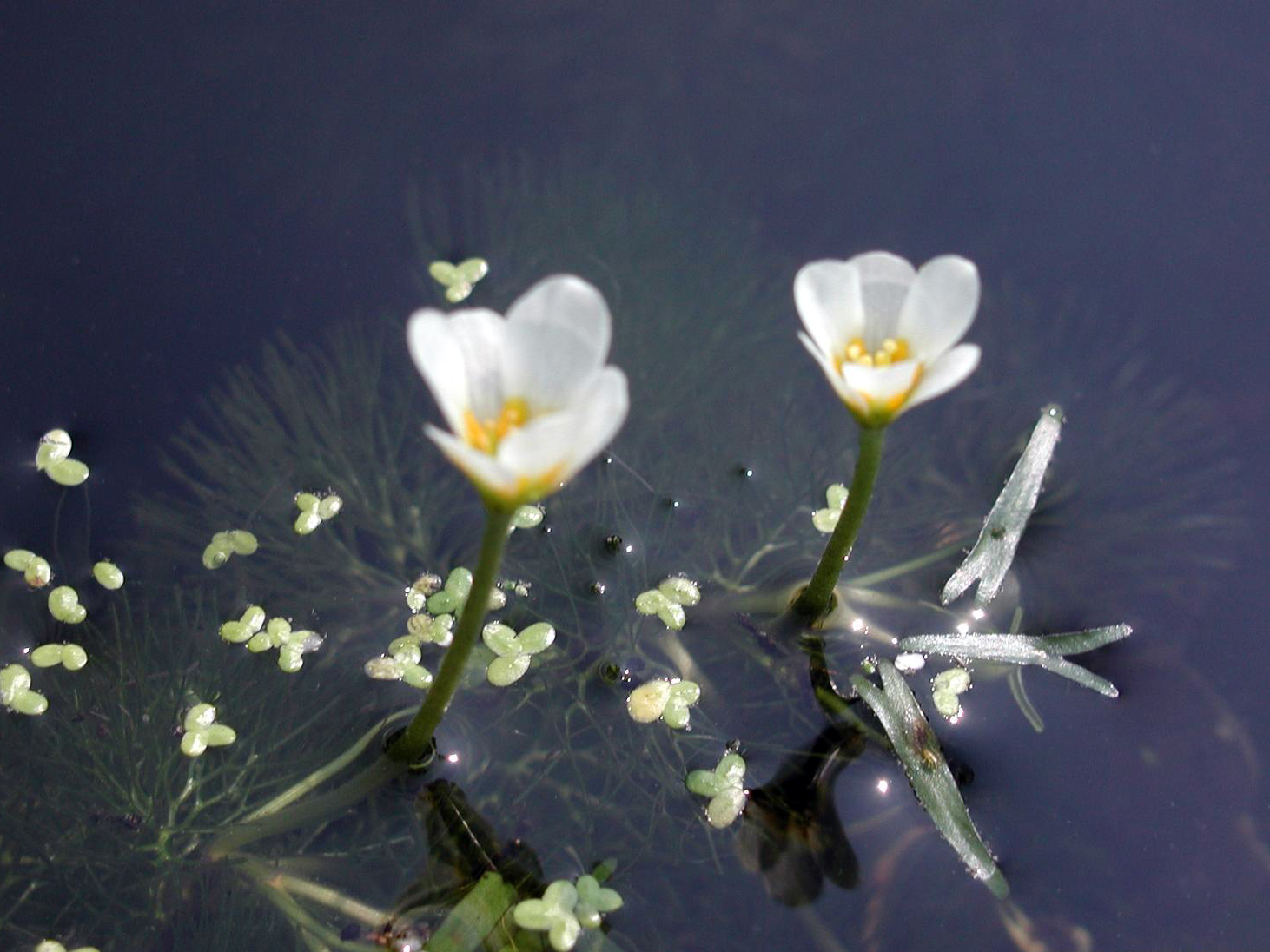
Flores
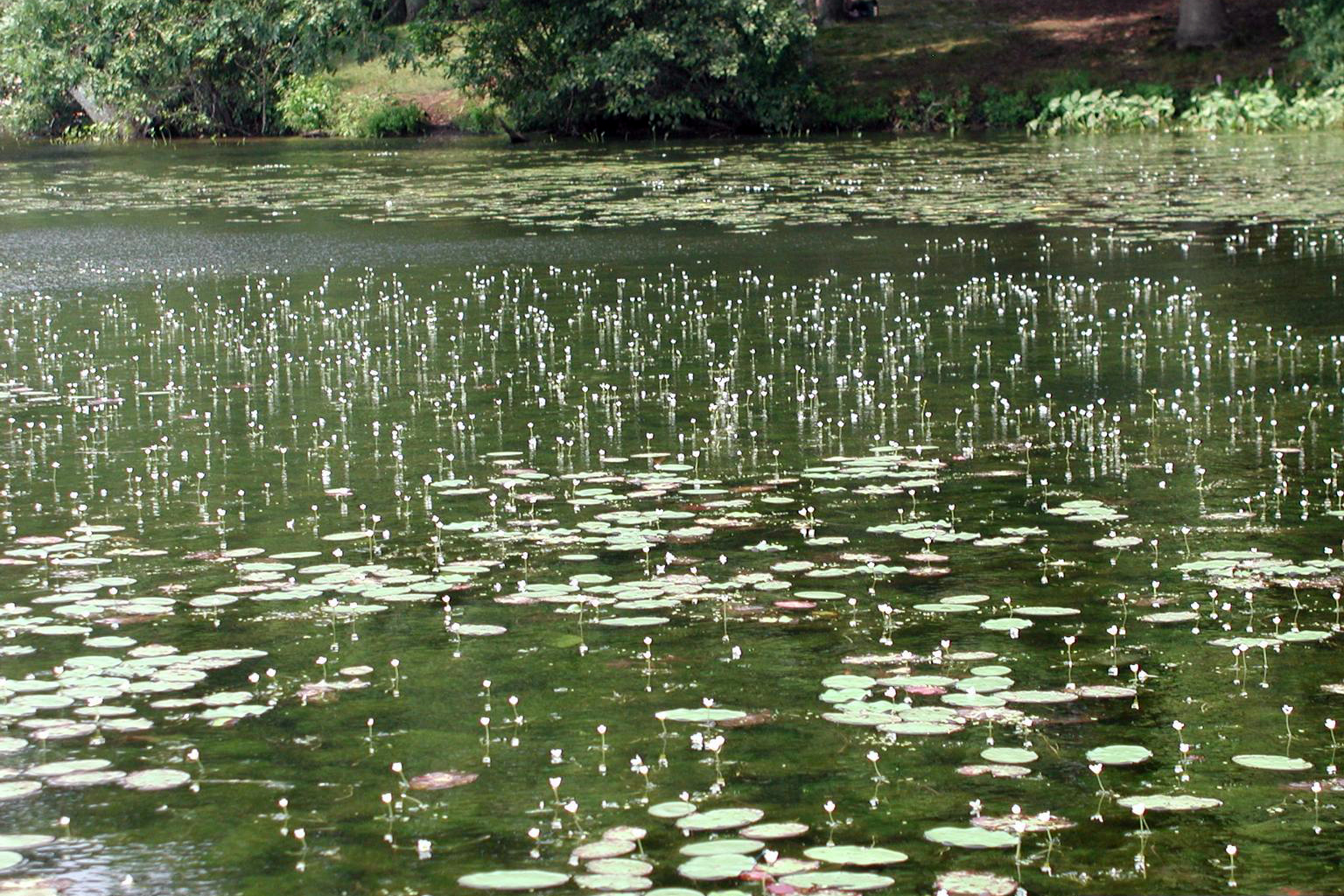
Área com "ervas-de-vento" em flor (as folhas redondas maiores são outra espécie)